# 渡辺陽子 (女優)
渡辺 陽子（わたなべ ようこ、1942年8月25日 - ）は、日本の女優。東京市（現・東京都）世田谷区出身。身長151cm。

## 来歴・人物
父はピアノ教師。桐朋女子高等学校卒業後、俳優座養成所入所。1962年6月、芸術座公演『今日を限りの』で初舞台。所属歴は俳優座 → 東宝現代劇。1976年にTBSのテレビドラマ『女と味噌汁』に出演して以来、平岩弓枝の映像化作品の常連となる。
京マチ子の付き人をしていた。京の特集で「爆報! THE フライデー」にも出演していた。
趣味は読書、ピアノ、ウクレレ（1983年当時）。妹が2人いる。

## 出演

### テレビドラマ
- 女と味噌汁（TBS・東芝日曜劇場）
  - その33（1976年4月4日）- 春子 役
  - その34（1976年10月10日）- 駒子 役
  - その38（1980年1月6日）- 従業員 役
- 冬の虹（NET・ポーラ名作劇場）
- たとえば、愛（TBS・木曜座）- 第7話（1979年2月22日）亜子店員 役
- やる気満々（TBS）
- 女たちの忠臣蔵（TBS・東芝日曜劇場）- 1979年12月9日
- 女たちの家（フジテレビ・平岩弓枝ドラマシリーズ）- 克子 役
- しづやしづ（TBS・東芝日曜劇場）- 1980年3月16日
- 彩の女（フジテレビ・平岩弓枝ドラマシリーズ）
- 春の希い（TBS・東芝日曜劇場）- 1982年4月25日
- 嫁の座（フジテレビ・平岩弓枝ドラマシリーズ）
- 早春スケッチブック（フジテレビ・金曜劇場）
- 湖水祭（フジテレビ・平岩弓枝ドラマシリーズ）- 石川寛子 役
- 花の吉原 雪の旅（TBS）- 1984年1月3日
- 女の暦（フジテレビ・平岩弓枝ドラマシリーズ）
- 日本のおんなシリーズIII ニューヨークの恋（フジテレビ・平岩弓枝ドラマシリーズ）
- 頼りませんよ（TBS・東芝日曜劇場）- 1985年6月2日
- 花のこころ（TBS・東芝日曜劇場）- 1985年10月6日
- ちきしょう（TBS・東芝日曜劇場）- 1986年9月28日
- 結婚できますか（関西テレビ・花王名人劇場）- 1987年3月1日 ～ 1987/03/01
- 御宿かわせみ・白萩屋敷の月（テレビ朝日）- 1988年9月29日
- 眠狂四郎 恋しぐれ円月殺法!（テレビ朝日）- 1989年6月22日
- 渡る世間は鬼ばかり（TBS）- 第1シリーズ（1990年〜1991年）、第4シリーズ（1998年〜1999年）
- 結婚式ものがたり（TBS・東芝日曜劇場）- 1991年6月30日
- 橋田壽賀子スペシャル 源氏物語 上の巻・下の巻（TBS）- 1991年12月27日、1992年1月3日
- 三十ふり袖（TBS・東芝日曜劇場）- 1993年3月14日
- はやぶさ新八御用帳（NHK総合・金曜時代劇）- 第17話
- 女の言い分（TBS）
- 女囚〜塀の中の女たち・1（TBS）- 1995年3月30日
- はぐれ刑事純情派（テレビ朝日）- 第9シリーズ・第5話（1996年5月8日）
- 木曜の怪談・怪奇倶楽部 中学生篇（フジテレビ）- 第12話「テレビ局の幽霊」

### 舞台
- 御宿かわせみ
- おしん
- 女と味噌汁
- 放浪記